# Идеальное преступление (фильм, 2004)
«Идеальное преступление» (исп. Crimen ferpecto) — кинофильм режиссёра Алекса де ла Иглесиа, вышедший на экраны в 2004 году. В названии фильма режиссёр намеренно допустил ошибку — вместо правильного Crimen perfecto.

## Сюжет
Рафаэль Гонсалес — лучший продавец в большом мадридском универмаге и любимец женщин. Все сотрудницы отдела женской одежды, которым он руководит, сходят по нему с ума. Он вступает в интимные отношения почти с каждой из этих красавиц. Однако у Рафаэля есть сильный соперник в своей профессии — толстый и лысый дон Антонио из отдела мужской одежды. Они оба стремятся занять место начальника этажа, и когда руководство отдает-таки предпочтение дону Антонио, терпение Рафаэля лопается. Происходит открытое столкновение двух продавцов, в результате которого Рафаэль случайно убивает дона Антонио. К счастью, никто не видел этого, кроме самой некрасивой сотрудницы магазина — девушки по имени Лурдес, которую Рафаэль всегда игнорировал. Лурдес решает воспользоваться ситуацией и, используя шантаж, единолично завладеть Рафаэлем. Лурдес помогает ему избавиться от трупа взамен на его ласки и внимание. Рафаэль, несмотря на своё отвращение к Лурдес, заставляет себя вступить в интимные отношения с ней. Но вскоре эти отношения с сексуально ненасытной Лурдес начинают его тяготить и он решает избавиться от нежеланной любовницы путём имитации собственной смерти. Ему это удаётся и он внезапно исчезает из универмага и из жизни Лурдес. Позже Рафаэль, под фиктивным именем, открывает свой собственный бизнес — небольшой магазинчик по продаже галстуков. Однажды, уже несколько лет спустя, он выходит на улицу и замечает нечто необычное: какой-то праздничный ажиотаж и большое скопление людей, одетых по последней моде. Оказывается, в город приехала миллиардерша — законодатель мод, в которой Рафаэль без труда узнаёт свою бывшую подчинённую Лурдес. Начинаются праздничные мероприятия и чистая случайность на несколько секунд сталкивает Рафаэля и Лурдес. Лурдес гордо и с презрением игнорирует его.

## В ролях
- Гильермо Толедо — Рафаэль Гонсалес
- Моника Сервера — Лурдес
- Луис Варела — дон Антонио Фрагуас
- Энрике Вильен — комиссар Кампой
- Фернандо Техеро — Алонсо
- Хавьер Гутьеррес — Хайме
- Кира Миро — Роксанна
- Росарио Пардо — покупательница
- Грасиа Олайо — Конча
- Хосе Алиас — Матиас

## Награды и номинации
- 2004 — фильм представлен на кинофестивалях в Торонто и Марракеше
- 2005 — Гран-при и приз зрителей фестиваля полицейских фильмов в Коньяке
- 2005 — три номинации на премию European Film Awards: лучший режиссёр (Алекс де ла Иглесиа), приз зрительских симпатий за режиссуру (Алекс де ла Иглесиа), приз зрительских симпатий лучшей актрисе (Моника Сервера)
- 2005 — 6 номинаций на премию «Гойя»: лучший актер (Гильермо Толедо), лучшая новая актриса (Моника Сервера), лучший актер второго плана (Луис Варела), лучшее руководство производством (Хуанма Пагасауртундуа), лучшие специальные эффекты, лучший звук